# マスヤーフ
座標: 北緯35度3分55秒 東経36度20分32秒 / 北緯35.06528度 東経36.34222度
マスヤーフ（アラビア語：مصياف Maṣyāf）はシリア、ハマー県の都市。中世の城砦があることで知られる。人口およそ3万人。マシャフとも。

## 歴史
バニヤースとハマーを結ぶ交易路の中間に位置し、古来より重要な防衛拠点であった。高台に最初の城砦が築かれたのは東ローマ帝国の時代である。
1140年にニザール派が占領。その後同派のラシード・ウッディーン・スィナーンによって城砦の強化がなされた。1176年には彼がサラーフッディーン（サラディン）へ試みた暗殺に対する報復として包囲攻撃を受けるが、決着には至らなかった。
1260年、城砦はフレグ率いるモンゴル軍によって攻め落とされるが、同年のうちにニザール派はマムルーク朝のバイバルスと協力してモンゴル軍をシリアから追い払っている。しかし1270年にバイバルスが城砦を占領。他のニザール派の拠点も1273年までにすべて陥落した。この頃アラウィー派（ヌサイリー派）が勢力を伸ばし、大国の支配のもと19世紀まで両派の対立が続く。
1830年にイブラーヒーム・パシャ率いるエジプト遠征隊の攻撃を受け、1918年のシリア王国成立までオスマン帝国の支配下に置かれる。
2000年からはアーガー・ハーン開発ネットワークの支援で城砦の修復事業が行われている。
2017年9月7日、シリア政府はイスラエル空軍機が郊外にある訓練所1か所と科学研究センター支局を空爆、2人が死亡したと発表。イスラエルは爆撃を否定しているが、標的となった施設は化学兵器の製造が疑われる施設であった。